# Boris Bakić
Boris Bakić (en Борис Бакић), né le 23 mai 1986, à Titograd, en République socialiste du Monténégro, est un joueur monténégrin de basket-ball. Il évolue aux postes de meneur et d'arrière.

## Palmarès
- Vainqueur de la ligue adriatique 2007
- Vainqueur de la coupe de Macédoine 2013
- 3e du championnat d'Europe des 20 ans et moins 2005
- Champion d'Europe des 20 ans et moins 2006